# Charlot debutează
Charlot debutează (în engleză His New Job) este un film american de comedie din 1915. Este scris de Charlie Chaplin și Louella Parsons Filmul este produs de Jess Robbins și regizat de Charlie Chaplin. În alte roluri interpretează actorii Ben Turpin, Charlotte Mineau, Leo White, Robert Bolder, Charles J. Stine, Arthur W. Bates și Jess Robbins. A avut premiera la 1 februarie 1915 și este primul film al lui Charlie Chaplin realizat pentru Essanay Film Company.

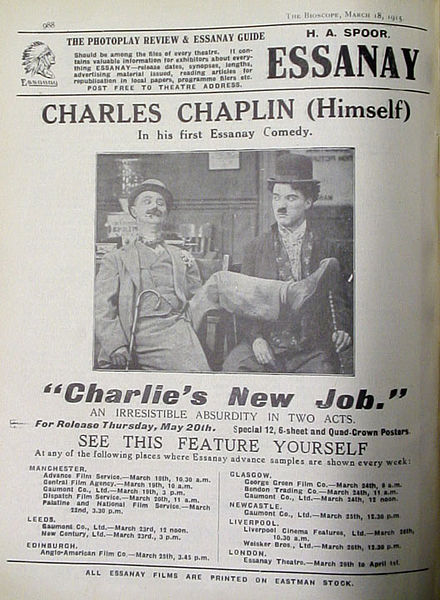

## Prezentare
Când unul dintre actorii de pe platoul de filmare nu apare, Charlie are șansa sa de a-l înlocui pe acesta. În timp ce așteaptă, el joacă o partidă de zaruri și enervează mai mulți oameni. Când ajunge în sfârșit să interpreteze, ruinează scena, distruge accidental platoul  și rupe fusta vedetei filmului.
Titlul filmului, His New Job (Noul sa slujbă), avea un al doilea subînțeles subtil, deoarece a fost primul film al lui Chaplin pentru studiourile Essanay după ce contractul său cu Keystone Studios a expirat la sfârșitul anului 1914.

## Distribuție
- Charles Chaplin - Figurant de film
- Ben Turpin - Figurant de film, dimineața
- Charlotte Mineau - Figurant de film
- Leo White - Actor, Hussar Officer
- Robert Bolder - președintele studioului
- Charles J. Stine - Regizor de film
- Arthur W. Bates - Tâmplar
- Jess Robbins - Cameraman
- Gloria Swanson -  Figurant de film, Stenografă (nem.)